# 泰尔达尔
泰尔达尔（Terdal），是印度卡纳塔克邦Bagalkot县的一个城镇。总人口23642（2001年）。

## 人口
该地2001年总人口23642人，其中男性12006人，女性11636人；0—6岁人口3260人，其中男1658人，女1602人；识字率53.50%，其中男性为62.57%，女性为44.15%。